# Transurban
Transurban Group — австралийская компания, занимающаяся строительством и эксплуатацией платных автомобильных дорог. Кроме Австралии работает также в Канаде и США. Крупнейшим акционером является австралийский пенсионный фонд UniSuper (11,5 % акций).

## История
Весной 1995 года был разработан проект строительства первой в Австралии платной дороги — CityLink — которая должна была связать три шоссе в районе Мельбурна. Для реализации этого проекта стоимостью 1,8 млрд долларов в 1996 году была создана компания Transurban, в том же году её акции были размещены на Австралийской фондовой бирже. Дорога была открыта в 1999 году. В 2001 году от правительства штата Виктория было получено разрешение на работу над другими проектами платных дорог. В 2005 году был куплен оператор платных дорог в Сиднее Hills Motorway Group. В 2014 году за 2,5 млрд долларов были куплены все 5 платных дорог в Брисбене.
В ноябре 2012 года была открыта трасса 495 Express Lanes, построенная совместно с Управлением транспорта Виргинии; позже в Вашингтонской агломерации (США) было построено ещё две платные дороги — 95 и 395, их общая протяжённость составила 65 миль (107 км). В марте 2018 года была куплена платная дорога в Канаде; за трассу A25 к северу от Монреаля длиной 7,2 км, включающую мост, было заплачено 860 млн долларов.

## Деятельность
Компания эксплуатирует платные дороги в Австралии (Сидней, Мельбурн и Брисбен), Канаде (Монреаль) и США (Вашингтонская агломерация). Основные сети автотрасс включают CityLink и West Gate Tunnel в Мельбурне, Cross City Tunnel, Eastern Distributor, M2 Hills Motorway, Lane Cove Tunnel, M5 Motorway и другие в Сиднее, Airport Link, Gateway Motorway, Go Between Bridge и другие в Брисбене.
В списке крупнейших публичных компаний мира Forbes Global 2000 за 2023 год Transurban Group заняла 1330-е место.